# Ангел Томов
Ангел Томов Ангелов с псевдоними Ариян, Адриян е български революционер, журналист и политик, участник в македоно-одринското освободително движение.

## Биография
Роден е на 12 март 1882 година в пашмаклийското село Арда, тогава в Османската империя. Брат е на Васил Ангелов. В 1900 година завършва Българската мъжка одринска гимназия, където се увлича по социалистическите идеи. Включва се в редовете на Вътрешната македоно-одринска революционна организация и участва в Илинденско-Преображенското въстание. След въстанието бяга в България. Завършва философия в Софийския университет. През 1906 година в София се създава Тракийско благотворително дружество „Антим I“, а за негов председател е избран Томов. През октомври 1907 година в Пловдив се провежда конгрес на тракийските организации. Решава се да се издава вестник „Одрински глас“, като за редактор на вестника е назначен Ангел Томов.
Заедно с Павел Делирадев и Никола Харлаков издава списание „Начало“ първо в София, а после в Солун.
След Младотурската революция се включва в дейността на Народната федеративна партия (българска секция). Става редактор на вестник „Единство“ (1908 – 1909), а по-късно и на неговия наследник „Народна воля“ (1909 – 1910) в Солун. След разпускането на НФП, в Солун и в някои други градове на Македония са създадени социалистически групи, обединени в Социалистическа федерация, ръководена от Ангел Томов, който става и редактор на „Работнически вестник“.
Томов е сред основателите на Социалистическата работническа федерация в 1909 година в Солун заедно с Аврам Бенароя, Димитър Влахов и други.
Делегат е от Мехомия на Първия общ събор на Българската матица в Солун от 20 до 22 април 1910 година.
При избухването на Балканската война Герасим Огнянов и Ангел Томов минават фронтовата линия и в Кукушко се присъединяват към четата на Тодор Александров. Участва в редактирането на вестник „Беломорец“ в Солун.
Томов участва в Първата световна война. В 1917 година заедно с Георги Баждаров издават книгата „Революционната борба в Македония“. След войната е активист на БКП. Става секретар на емигрантска организация при партията. Увлича се по дъновизма и в 1930 година издава книгата „Религиозно-философският мироглед на Дънов“.
След 1944 година е член на Македонския научен институт, но гласува против ликвидирането на МНИ през 1947 година. Участва в списването на списание „Македонска мисъл“. Противопоставя се на започнатата от новата власт политика на македонизация в Пиринска Македония. Томов заедно с Никола Манолев започва научната дискусия, която отхвърля тезата за съществуването на македонска нация.
На 27 януари 1947 година Томов изпраща писмо до ЦК на БРП (к) с копие до Георги Димитров и Васил Коларов, в което пише:
| „ | РП (к) недостатъчно и със закъснение реагира по отношение на македонската небългарска нация. Ръководено от Югославската легация; това настъпление отбелязва все по-големи успехи; македонските организации, благодарение съдействието на ОФ власт и на РП (к) са вече здраво в ръцете на поменатата легация; сега е на дневен ред да се тури ръка и на Македонския научен институт; в-к „Македонско знаме“ е напълно в услуга на това движение, а сп. „Македонска мисъл“, което се стреми да си запази една минимална свобода, е силно атакувано и вероятно скоро ще стане също така един сигурен инструмент за целите на това движение... Идеята за македонска небългарска нация е непопулярна сред македонците в България и особено сред широките български среди, а най-вече между патриотичната интелигенция. Ако обаче тази идея се издига като знаме на македонската политика от страна на Скопие и Югославската легация в София, а не идеята за македонско държавно единство и югославянска федерация, то е, защото в тая македонска политика оказва много силно влияние още шовинистичният великосърбизъм, оказват влияние чувствата и разбиранията на полу-посърбената интелигенция на Вардарска Македония вследствие на 30-годишннта денационализаторска сръбска политика; не е имало никогаж, а и сега няма по-ефикасно средство за нанасяне съкрушителен удар не толкова на шовистичния великобългаризъм, който и така е сразен, а на прогресивния, федералистичния, комунистическия българизъм, отколкото движението в полза на небългарската македонска нация, което намира най-фанатизирани и слепи превърженици сред македонската интелигенция в България, и то главно поради това, че неговият антибългарски денационализаторски характер може да бъде забулван чрез демократическа, прогресивна и марксическа идеология и фразеология. Народът обаче със своя здрав инстинкт и своя развит политически усет не може да бъде лесноизмамен; той догажда същината на работата и затова не се поддава на противобългарските агитации. Най-непосредственото и голямо зло, което поражда поменатото настъпление, то е, че за неговото успешно провеждане най-широко се използна престижът и влиянието на РП (к) сред масите, като се представя, че това настъпление не само се води с пълното одобрение на партията, но и представлява партийна политика, за която всеки партиец трябва да съдейства. | “ |